# Sports Reference
Sports Reference LLC je ameriško podjetje, ki upravlja več spletnih mest o športu, vključno s Sports-Reference.com, Baseball-Reference.com za bejzbol, Basketball-Reference.com za košarko, Hockey-Reference.com za hokej na ledu, Pro Football-Reference.com za ameriški nogomet in FBref.com za nogomet. Upravljajo tudi statistične naročniške storitve Stathead. Med letoma 2008 in 2020 je Sports Reference nudil tudi strani za olimpijske igre in olimpijske tekmovalce.

## Opis
Stran vključuje razdelke o univerzitetnem nogometu, univerzitetni košarki in olimpijskih igrah. Spletna mesta poskušajo nuditi celovit pristop k športnim podatkom. Na primer, Baseball-Reference vsebuje več kot 100.000 podatkov, Pro-Football-Reference pa vsebuje podatke o vsaki redni igri Nacionalni nogometne lige od leta 1941.
Podjetje s sedežem v soseski Mount Airy v Filadelfiji v Pensilvaniji je bilo ustanovljeno leta 2004 kot Sports Reference in leta 2007 preimenovano v Sports Reference LLC.

## Olimpijske igre
Sports Reference je julija 2008 dodal spletno stran za statistiko in zgodovino olimpijskih iger.
Podjetje je decembra 2016 objavilo, da bo spletno mesto o olimpijskih igrah v bližnji prihodnosti zaprto zaradi spremembe licenčne pogodbe za uporabo podatkov. Kasneje so dodali še podatke za poletne olimpijske igre 2016, ne pa tudi za zimske olimpijske igre 2018. Sports Reference je spletno mesto zaprl 14. maja 2020.
Ponudniki olimpijskih podatkov, znani kot OlyMADmen, so maja 2020 lansirali novo spletno mesto, imenovano Olympedia. Kot pravi Slate, je urejanje »Olympedije omejeno na približno dva ducata zaupanja vrednih akademikov in raziskovalcev olimpijske zgodovine.«